# Erysimum amoenum
Espèce
Classification phylogénétique
Erysimum amoenum, la giroflée délicate, est une espèce de plantes à fleurs du genre Erysimum et de la famille des Brassicaceae.
C'est une petite plante des Montagnes Rocheuses (Colorado), de 7 à 10 cm de hauteur, qui pousse sur les étendues gravillonneuses vers 3400/3700 m. (photo en culture)